# Kassim Doumbia
Kassim Doumbia (Bamako, 6 oktober 1990) is een Malinees-Belgische voetballer. Doumbia is een centrale verdediger die ook als vleugelverdediger en verdedigende middenvelder kan uitgespeeld worden.

## Carrière
Kassim Doumbia begon te voetballen op de straten van de Malinese hoofdstad Bamako. Z'n eerste club in zijn thuisland werd AS Korofina. Hij was er titularis en werd hierdoor jeugdinternational van Mali.
Nadat hij enkele jaren meedraaide bij die teams, kwam er interesse uit Europa. In de winterstop van het seizoen 2008/09 tekende hij dan ook een contract bij de Belgische topclub KAA Gent. Zijn eerste halve seizoen trainde en speelde hij nog bij de beloften. 
In zijn tweede seizoen promoveerde de club hem naar het eerste elftal en hij speelde veel wedstrijden in de voorbereiding. Hij speelde wel geen enkele officiële wedstrijd in het shirt van Gent in het seizoen 2009/2010. Dit was te verklaren door de hevige concurrentie die er bij Gent in de centrale as woedde. Hierop werd hij voor één jaar uitgeleend aan tweedeklasser FC Brussels, waar hij naam maakte als een secure en kopbalsterke verdediger. Hij was titularis van in het begin van het seizoen.
Eind juni 2011 ondertekende hij een contract bij Waasland-Beveren voor de komende twee seizoenen. In 2011/12 promoveerde hij met Waasland-Beveren via de promotie naar de hoogste afdeling. Op 22 december 2012 scoorde hij zijn eerste doelpunt in de Jupiler Pro League, de belangrijke aansluitingstreffer op het veld van Cercle Brugge (eindstand 2-2).
Na passages bij FH Hafnarfjörður en NK Maribor haalde Lierse Kempenzonen de verdediger hem in juni 2019 na vijf jaar terug naar België. Eind november 2019 bezorgde hij Lierse Kempenzonen een punt door in de slotfase de 2-2 te scoren tegen FCV Dender EH, maar begin januari 2020 werd hij naar de B-kern gestuurd. In juli 2020 tekende hij bij KSV Roeselare, maar doordat de club enkele maanden later failliet ging speelde hij nooit een officiële wedstrijd voor de West-Vlaamse club. Na een klein jaar zonder club gezeten te hebben tekende hij in juni 2021 bij Racing Club Harelbeke.